# José Cañete
José Arnaldo Cañete Prieto (Departamento de San Pedro, Paraguay; 19 de marzo de 1996), es un futbolista paraguayo. Juega de defensor en Democracia FC de la Primera División de Guatemala.

## Clubes
| Club                                     | País     | Año       |
| ---------------------------------------- | -------- | --------- |
| Olimpia                                  | Paraguay | 2016-2017 |
| → Independiente de Campo Grande (cedido) | Paraguay | 2017      |
| Deportivo Capiatá                        | Paraguay | 2018      |
| 3 de Febrero                             | Paraguay | 2018      |
| Deportivo Santaní                        | Paraguay | 2019      |
| Sportivo Luqueño                         | Paraguay | 2019      |
| C. D. Olimpia                            | Honduras | 2020-2021 |
| 3 de Febrero                             | Paraguay | 2023      |
| Magallanes                               | Chile    | 2024      |